# Harvard Business Review
Harvard Business Review är ett månatligt magasin om management, skriven av akademiker för företagsledare och managementkonsulter. Tidskriften startades 1922 och utges av Harvard Business School i Boston. Bland de koncept som lanserats i Harvard Business Review finns kärnkompetens och balanserat styrkort.